# 有娀佚女
有娀佚女，系指傳說中的美女。屈原在《離騷》中提到過她，並想讓鸩為其作媒，但鸩沒有答應，王逸作注說：“有娀，國名。佚，美也。謂帝嚳之妃、契母簡狄也”洪興祖補充：“《呂氏春秋》中有：“有娀氏有二佚女，為九成之臺，”《淮南子》曰：有娀在不周之北，長女簡翟，少女建疪。注云，有娀國名也，不周山名，姊妹二人在瑤臺也”